# アルカセット
アルカセット (欧字名:Alkaased) はイギリスの競走馬。2005年のジャパンカップで日本レコードのタイム（当時）で勝ちを収めて日本で種牡馬入りした。馬名はアラビア語で「意志」の意。

## 現役時代

### 2歳・3歳
アメリカ生まれの本馬は母がヘンケルレネン（ドイツ1000ギニー）2着馬ということもあり、35万ドルの高値で取引された。その血統からヨーロッパで走ることとなり、名門で知られるニューマーケットのマイケル・スタウト厩舎に送られた。だが、2・3歳時を通じて6戦1勝という目立たない戦績で終わり、現役馬が取引されるセールに上場されることになる。このセールで本馬に目をつけたのがのちの馬主となるマイケル・チャールトンであるが、彼に購入を薦めたジョン・ハモンド調教師の獣医師が「故障持ちで、走れる確率は五分五分」と待ったをかけたため、逆に撤退することを進言する。だが、チャールトンはたとえ五分でも走れる確率に賭けたいと購買を決意し、4万2000ギニー（約900万円）という安値で本馬を購入した。

### 古馬（4歳以降）
ルカ・クマーニ調教師に預けられた本馬はふたたびニューマーケットを拠点に現役を続ける。2004年7月にステークスレース初勝利を挙げると、続くGIIIで2着、年が明けて2005年になるとさらに勢いを増し、初戦のGII戦で重賞初制覇を成し遂げる。GI初挑戦のコロネーションカップでは2着に敗れるも、続くサンクルー大賞で初GI勝ちを果たす。だが、秋になってフォワ賞、チャンピオンステークスと連敗し、さらにブリーダーズカップ・ターフに出走するためにアメリカに渡るも、血球数の異常が判明して出走を回避しなければならなかった。
そのような状況にもかかわらず、ジャパンカップではインターナショナルステークス2着のゼンノロブロイ(1番人気)、翌年ドバイシーマクラシックで優勝することとなるハーツクライ（2番人気）に続く3番人気（外国馬中最高人気）となる。そして前半1000メートルの通過タイムが58秒3というハイペースのなかをランフランコ・デットーリの好騎乗で抜け出し、ハーツクライをハナ差退け、ホーリックスが保持していた日本レコードをコンマ1秒上回る2分22秒1で駆け抜け優勝した。
なおジャパンカップでは翌年から日本調教馬が18連勝中であり（2023年現在）、アルカセットは最も新しい外国調教馬での勝ち馬である。
その後香港ヴァーズに出走を予定していたが、日本での種牡馬入りが決定したためそのまま引退した。

## 競走成績
| 出走日     | 競馬場           | 競走名            | 格   | 距離      | 着順 | 騎手           | 着差      | 1着（2着）馬     |
| ---------- | ---------------- | ----------------- | ---- | --------- | ---- | -------------- | --------- | ---------------- |
| 2002.09.11 | カラ             | 条件S             |      | 芝7f      | 4着  | R.ヒューズ     | 3 1/4馬身 | Maghanim         |
| 0000.10.18 | ニューマーケット | 未勝利S           |      | 芝8f      | 4着  | R.ヒルズ       | 4 1/2馬身 | Persian Majesty  |
| 2003.06.03 | ヤーマウス       | 未勝利S           |      | 芝11f110y | 2着  | R.ヒルズ       | 2 1/2馬身 | Floreeda         |
| 0000.08.25 | リポン           | 未勝利S           |      | 芝12f60y  | 1着  | W.サプル       | 4馬身     | (Lahob)          |
| 0000.10.04 | ニューマーケット | プラグスH         |      | 芝14f     | 2着  | W.サプル       | 1馬身     | Ten Carat        |
| 0000.10.13 | レイセスター     | レイティドS       |      | 芝11f183y | 2着  | R.ヒルズ       | 短頭      | Dovedon Hero     |
| 2004.06.05 | ニューマーケット | クラシファイドS   |      | 芝12f     | 2着  | D.ホランド     | アタマ    | Wunderwood       |
| 0000.07.03 | ヘイドック       | ヘリテージH       |      | 芝11f200y | 1着  | J.フォーチュン | 4馬身     | (Crow Wood)      |
| 0000.07.30 | グッドウッド     | グロリアスS       | 準重 | 芝12f     | 1着  | J.フォーチュン | クビ      | (First Charter)  |
| 0000.09.04 | ケンプトン       | セプテンバーS     | G3   | 芝12f     | 2着  | J.フォーチュン | 1/2馬身   | Mamool           |
| 2005.05.01 | ニューマーケット | ジョッキークラブS | G2   | 芝12f     | 1着  | J.フォーチュン | 1 1/2馬身 | (Gamut)          |
| 0000.06.03 | エプソム         | コロネーションC   | G1   | 芝12f10y  | 2着  | J.フォーチュン | 1 1/2馬身 | Yeats            |
| 0000.06.26 | サンクルー       | サンクルー大賞    | G1   | 芝2400m   | 1着  | L.デットーリ   | 2馬身     | (Policy Maker)   |
| 0000.09.11 | ロンシャン       | フォワ賞          | G2   | 芝2400m   | 2着  | K.ファロン     | 2 1/2馬身 | Pride            |
| 0000.10.15 | ニューマーケット | チャンピオンS     | G1   | 芝10f     | 5着  | G.モッセ       | 4 1/4馬身 | David Junior     |
| 0000.11.27 | 東京             | ジャパンC         | GI   | 芝2400m   | 1着  | L.デットーリ   | 0.0秒     | （ハーツクライ） |

"f"はハロン (≒201.17 m), "y"はヤード (=0.9144 m)を表す。

## 種牡馬時代
引退後は総額9億円のシンジケートが組まれ、2006年からダーレー・ジャパン・スタリオン・コンプレックスで種牡馬となる。初年度産駒は2009年にデビューし、同年8月15日の佐賀競馬場第3競走にてセイユウナイト（上川薫厩舎・新原健伸騎手）が産駒初となる勝利を挙げた。しかし、2世代143頭が走った時点で勝馬率が約37パーセント、2歳時に勝ち上がった産駒が8頭と、全体の産駒成績は不振であった。そのため、2011年の種付け料が前年までの250万円から80万円に大幅に下げられ、この年は種付け頭数が17頭に激減した。種付けシーズン終了後にイギリスへ輸出された。自身と同じキングマンボ産駒のエルコンドルパサー・キングカメハメハの2頭は産駒から中央競馬G1馬を輩出したものの、アルカセットは1頭も出せなかった。2012年の種付けシーズン途中よりハンプシャーにあるKelanne Studで供用されている。

### 代表産駒
- アナバティック、サンデーミューズ（中央競馬3勝）

### 母父としての代表産駒
- サヴィ（2020年サマーチャンピオン）

## エピソード
クマーニ厩舎所属時は担当厩務員が日本人で、厩舎内でのニックネームはタロウであった。

## 血統表
| アルカセットの血統（キングマンボ系（ミスタープロスペクター系）／Northern Dancer4×4=12.5%） | アルカセットの血統（キングマンボ系（ミスタープロスペクター系）／Northern Dancer4×4=12.5%） | アルカセットの血統（キングマンボ系（ミスタープロスペクター系）／Northern Dancer4×4=12.5%） | （血統表の出典）         | （血統表の出典） |
| 父 Kingmambo 1990 鹿毛                                                                     | 父の父Mr. Prospector 1970 鹿毛                                                             | Raise a Native                                                                             | Native Dancer            | Native Dancer    |
| 父 Kingmambo 1990 鹿毛                                                                     | 父の父Mr. Prospector 1970 鹿毛                                                             | Raise a Native                                                                             | Raise You                |                  |
| 父 Kingmambo 1990 鹿毛                                                                     | 父の父Mr. Prospector 1970 鹿毛                                                             | Gold Digger                                                                                | Nashua                   | Nashua           |
| 父 Kingmambo 1990 鹿毛                                                                     | 父の父Mr. Prospector 1970 鹿毛                                                             | Gold Digger                                                                                | Sequence                 |                  |
| 父 Kingmambo 1990 鹿毛                                                                     | 父の母Miesque 1984 鹿毛                                                                    | Nureyev                                                                                    | Northern Dancer          | Northern Dancer  |
| 父 Kingmambo 1990 鹿毛                                                                     | 父の母Miesque 1984 鹿毛                                                                    | Nureyev                                                                                    | Special                  |                  |
| 父 Kingmambo 1990 鹿毛                                                                     | 父の母Miesque 1984 鹿毛                                                                    | Pasadoble                                                                                  | Prove Out                | Prove Out        |
| 父 Kingmambo 1990 鹿毛                                                                     | 父の母Miesque 1984 鹿毛                                                                    | Pasadoble                                                                                  | Santa Quilla             |                  |
| 母 Chesa Plana 1989 黒鹿毛                                                                 | 母の父Niniski 1976 鹿毛                                                                    | Nijinsky                                                                                   | Northern Dancer          | Northern Dancer  |
| 母 Chesa Plana 1989 黒鹿毛                                                                 | 母の父Niniski 1976 鹿毛                                                                    | Nijinsky                                                                                   | Flaming Page             |                  |
| 母 Chesa Plana 1989 黒鹿毛                                                                 | 母の父Niniski 1976 鹿毛                                                                    | Virginia Hills                                                                             | Tom Rolfe                | Tom Rolfe        |
| 母 Chesa Plana 1989 黒鹿毛                                                                 | 母の父Niniski 1976 鹿毛                                                                    | Virginia Hills                                                                             | Ridin' Easy              |                  |
| 母 Chesa Plana 1989 黒鹿毛                                                                 | 母の母Top of the League 1982 黒鹿毛                                                        | High Top                                                                                   | Derring-Do               | Derring-Do       |
| 母 Chesa Plana 1989 黒鹿毛                                                                 | 母の母Top of the League 1982 黒鹿毛                                                        | High Top                                                                                   | Camenae                  |                  |
| 母 Chesa Plana 1989 黒鹿毛                                                                 | 母の母Top of the League 1982 黒鹿毛                                                        | Home and Away                                                                              | Home Guard               | Home Guard       |
| 母 Chesa Plana 1989 黒鹿毛                                                                 | 母の母Top of the League 1982 黒鹿毛                                                        | Home and Away                                                                              | Garden of Eden F-No.10-c |                  |